# Rinnebach (Ohebach)
Der Rinnebach ist ein 15,8 km langer, südöstlicher und orographisch linker Zufluss der Efze im Schwalm-Eder-Kreis in Hessen (Deutschland). Sein Oberlauf benennt seit 1975 auch das Landschaftsschutzgebiet Oberes Rinnetal.

## Name
Der Bach wird im Jahr 1508 als Rune erstmals schriftlich erwähnt. Im Mittelhochdeutschen beschreibt das Wort *Rüne eine künstliche Abflussrinne.

## Verlauf
Der Rinnebach entspringt im Nordteil des Knüllgebirges nahe der Grenze der Stadt Homberg (Efze) zur südlich gelegenen Stadt Schwarzenborn. Seine Quelle liegt etwa 3,5 km südwestlich des Dorfs Hülsa (südsüdöstlicher Homberger Stadtteil), rund 2,8 km nordwestlich der Schwarzenborner Kernstadt, und zirka 1,4 km nördlich des Knüllköpfchens (633,8 m ü. NHN). Am Waldrand, im Übergangsbereich zu einem landwirtschaftlich genutzten Gebiet, liegt sie auf etwa Höhe 545 m.
Anfangs fließt der Rinnebach, der ausschließlich in Homberger Gebiet verläuft, in nordöstlicher Richtung, wobei er durch das 1983 ausgewiesene, 16,8 ha große Naturschutzgebiet Schwärzwiesen bei Hülsa (NSG-Nr. 82571) fließt. Kurz darauf passiert er die jeweils etwas östlich des Bachs gelegenen Dörfer Hergetsfeld (Ortsteil von Knüllwald) und Hülsa (Stadtteil von Homberg). Hiernach verläuft der Rinnebach nordnordwestwärts entlang der Landesstraße 3384, den Klingelbach aufnehmend, nach und durch Steindorf, wonach er die Biegenmühle passiert und einen vom etwas östlich des Rinnebachs gelegenen Dorf Rückersfeld kommenden Bach aufnimmt, um dann durch Allmuthshausen zu fließen.
Anschließend passiert der Rinnebach bei Durchfließen des Dorfs Rodemann den östlich gelegenen Streuflingskopf (ca. 413 m) mit seinem Aussichtsturm, an dem sich der 1968 gegründete und etwa 50 ha große Wildpark Knüll erstreckt. Dann verläuft er die Kreisstraße 36 unterquerend durch Waßmuthshausen und weiter entlang der L 3384 nach Nordwesten. Dabei durchfließt er die nördlichen Ortslagen des Dorfs Sondheim, wo er von einer Brücke der einstigen Kanonenbahn überquert wird.
Rund 2 km nordwestlich unterhalb von Sondheim und etwa 500 m nach Unterqueren der Bundesstraße 254, mündet der Rinnebach, nach Überwindung von insgesamt rund 350 m Höhenunterschied, auf zirka 195 m Höhe in den dort von Südwesten kommenden Efze-Zufluss Ohebach; nahe der Rinnebachmündung liegen am Ohebach die Dörfer Lützelwig im Süden und Caßdorf im Norden.

## Einzugsgebiet und Zuflüsse
Das Einzugsgebiet des Rinnebachs umfasst 30,134 km². Zu seinen Zuflüssen gehören mit orographischer Zuordnung (l = linksseitig, r = rechtsseitig), Gewässerlänge und Mündungsort mit Rinnebachkilometer (bachabwärts betrachtet):
- Klingelbach (l; 2,4 km), oberhalb Steindorf (nahe km 11,05)
- Bach von Rückersfeld (r; 1,6 km), zwischen Steindorf und Allmuthshausen (bei km 9,35)